# 凯丽·鲁卡瑟
凯丽·鲁卡瑟·布朗（英語：Clare Rewcastle Brown，1960年—)，某些报章以及新闻传媒使用克莱尔作为她的译名，是出生于马来西亚砂拉越州，是英国调查报导、网络媒体《砂拉越报告》和自由砂拉越电台创办人。其创办的电台以揭露砂拉越政治丑闻和一个马来西亚发展有限公司丑闻著称，在推动媒体自由上获得国际组织的肯定。

## 生平简介
1960年代，凯丽出生于英国殖民统治下的砂拉越，其母亲是当地的助产士。幼年时期，她的玩伴多是当地原住民。8岁那年，凯丽返回英国受教育，1983年她成为英国广播公司记者。
2005年，凯丽受邀到砂州出席环境会议，发现当地的非法伐木问题严重，因此开始通过布鲁诺·曼瑟基金会调查当地的环境问题。此后，她持续撰写关于砂州环境课题的文章，揭发当地政治领袖转售原住民土地的恶行。

### 创立《砂拉越报告》和自由砂拉越电台
2010年，凯丽创办《砂拉越报告》和自由砂拉越电台，更积极地揭露砂拉越官员的贪污滥权行为。她也与社运分子合作，协助募款捐赠收音机予内陆居民，让他们能够接收非主流资讯。因其新闻报导，凯丽多次接到黑函恐吓。2013年，砂拉越移民局开始拒绝让她入境砂州。

### 被马来西亚政府企图列入红色通缉令

#### 一个马来西亚发展有限公司丑闻（1MDB）
2015年，凯丽因揭发一个马来西亚发展有限公司丑闻（1MDB）而受到注目。同年8月，凯丽因为揭发马来西亚的腐败现象，遭到马来西亚政府以恐怖主义的罪名，向国际刑警组织申请红色通缉令，但遭到该组织拒绝。而自1MDB丑闻后，凯丽被认为是马来西亚公敌而被国阵政府禁止入境。
2018年5月19日，希盟新政府上台后，有关禁令旋即解除，凯丽随着抵达吉隆坡国际机场，通行无阻踏入马来西亚国土。

#### 一马有限公司丑闻书籍的诽谤案
自2018年9起，凯丽出版的《砂拉越报告：一马发展公司内幕揭密》书籍因提至到登嘉楼苏丹后诺扎希拉（Sultanah Nur Zahirah）而被后者控告诽谤罪名，自此与马来西亚进行数年的司法诉讼。
2021年9月23日，凯丽因缺席被登嘉楼法庭以涉犯刑事法典第500条文诽谤罪名传召出庭面控，被推事庭发出了逮捕令。10月1日，凯丽与非政府组织辞信国际刑警组织，讲述她在马来西亚受到新的逮捕令的约束，担心马来西亚政府正试图再次使用国际刑警组织的系统来逮捕她的担忧。2天后，凯丽准备前往西班牙照顾年迈的父亲，表示担心国际刑警组织将代表马来西亚政府逮捕她。凯丽认为，西班牙已成为独裁政权最喜欢寻求利用国际刑警组织利用红色通缉令来诱捕政治对手的目标，因为西班牙是西方世界为数不多的拥有刑事诽谤法的地方之一。尽管由英国查禁目录领导的言论自由联盟提出反对，但国际刑警组织拒绝排除在西班牙期间再次提出引渡的可能性。凯丽担心那些试图在2015年以恐怖主义来滥用国际刑警组织企图逮捕她的人，在重新掌权后，将再次向国际刑警组织申请红色通缉令。
2024年2月7日，凯丽因涉嫌诽谤登嘉楼州苏丹娜努尔查希拉，被登嘉楼地方法院判处两年监禁，但凯丽因为身在英国，没有出席该听证会。她随着委托律师提出上诉，并指地方法院的违反其提出的刑事条文。她在接受《当今大马》采访时告知，她没有在听证会之前收到通知，也没有机会在法庭上为自己辩护，质疑该判决是具有恶意和政治动机的。國際記者聯盟 （IFJ）对凯丽因对马来西亚皇室成员的刑事诽谤而被判处两年监禁的判决表示谴责，并呼吁马来西亚当局立即撤销这一惩罚性决定。国际记者联盟表示，该诽谤案的惩罚性判决是马来西亚当局公然企图压制批评性报道和重要调查性新闻报道，而这一裁决意味着对新闻自由的严重威胁。凯丽向保護記者委員會（CPJ）表示，她的律师已申请撤销该法律命令，并询问马来西亚当局是否会利用该裁决要求世界各地的执法部门根据国际刑警组织的红色通缉令临时逮捕她，但沒有获得马来西亚执法官员的回应。凯丽亦表示，她此前已两次接到马来西亚当局向国际刑警组织申请了针对她的红色通缉令申请，但都被拒绝了。
2024年3月13日，凯丽透露，国际刑警组织拒绝了马来西亚皇家警察提出针对她发出红色通缉令的两项请求。她参与独立新闻中心（CIJ）举办的「追求真相：揭露腐败的洞察」（In Search of the Truth: Insights to Uncover Corruption）论坛上发表讲话时表示，她从英国外交部获悉，英国国家犯罪局在对此事进行调查后，国际刑警组织拒绝了马来西亚向她提交的红色通缉令请求。她亦声称，一名马来西亚内阁高级成员向她表示，若留在马来西亚将拘捕她，但该成员的身份并未透露。

## 争议

### 法律诉讼
凯丽因为出版的《砂拉越报告：一马发展公司内幕揭密》一书，被登嘉楼苏丹后诺扎希拉（Sultanah Nur Zahirah）控告涉嫌诽谤罪名。
2018年9月，登嘉楼苏丹后诺扎希拉向凯丽、出版社文运书坊和印刷商永联印务有限公司发出律师函，要求3造为新书《砂拉越报告：一马发展公司内幕揭密》中具有诽谤性的内容，在8天内公开道歉及下架该书籍。同年9月27日，登嘉楼苏丹后诺扎希拉通知媒体，表明登嘉楼皇室准备对凯丽提起诉讼。凯丽同日透过《砂拉越报告》网站向苏丹后诺扎希拉发表声明，解释该书并未暗示登嘉楼苏丹与刘特佐共谋或亲自参与影响登嘉楼投资局（TIA）改为1MDB的成立，相信可以澄清有关皇室的问题。苏丹后诺扎希拉的代表律师隔日表明，不接受《砂拉越报告》发表的说明，强调其该网站的澄清并不等于道歉，将继续按照法律程序发起诉讼。同年11月21日，苏丹后诺扎希正式起诉上述3造，在有关书籍中描述她利用自己的身份影响登嘉楼投资局（TIA）的成立，还参与了腐败行为和干预登嘉楼政府的行政管理，涉及诽谤和玷污了她的名声，要求向每位被告索偿1亿令吉，并要求法庭下令撤回有关书籍和停止印刷书籍。12月13日，高等法院根据2012年高庭条例第14A条文，批准了苏丹后诺扎希的申请，无需传召任何证人供证就裁决案件。被控的3造随后对此提出上诉。
2021年8月24日，上诉庭批准凯丽、文运书坊和永联印务有限公司3造的申请，撤销高等法院无需传召任何证人的决定，并谕令苏丹后诺扎希必须出庭作证，以证明她对三名被告的诽谤诉讼。9月23日，凯丽被登嘉楼法庭以涉犯刑事法典第500条文，涉及诽谤罪名传召出庭面临指控，但她缺席指控，随着被推事庭发出逮捕令。身在英国的凯丽在登嘉楼法院对她发出逮捕令后告诉媒体，表示自己没有收到有关提控或聆审日期的通知和控状的内容，而推事庭向她发出的逮捕令的做法违反程序，更表明无意让自己受到这种恐吓的企图，在可预见的未来中也沒有理由留在马来西亚。凯丽向《自由今日大马》（FMT）表示，这是一起有政治动机的案件，而苏丹后诺扎希拉恢复被驳回的案件，代表了在马来西亚境内公然滥用权力和影响力，并质疑此案对她是具有恶意的，担心有人试图欺骗调查人员，以配合登嘉楼皇室对她的民事诉讼。
2021年11月5日，马来西亚皇家警察进一步向凯丽发布通缉令。凯丽对警方向她发布通缉令感到莫名其妙，表示自己已向警方保持联系，不明白警方为何还呼吁公众提供她的信息。同年12月初，凯丽入禀法庭申请撤销苏丹后的起诉，并认为此诉讼案恶意、滥用法庭程序及滥用检控官权力。凯丽表示，在登嘉楼无法获得公平公正的审判，因为各方面都会对地方法官施加潜在和不必要的影响，以确保对她的定罪。她表示唯一避免误判的方法是将指控转移到吉隆坡受审。副检察司尤赛尼（Yusaini Amer Abdul Karim）强烈否认凯丽指控是登嘉楼皇室向司法机构施加压力对她进行「[后门报复方式] 错误：{{Lang}}：無法辨識代碼 ls（帮助）」的指控，表示刑事诉讼是根据与指控相关的证据提起的，要求高等法院驳回她的动议。
2022年10月31日，高等法院驳回苏丹后诺扎希拉的诉讼，理由是有关言论不具有诽谤性。高等法院司法委员会表示，尽管书中声明中存在事实错误，作者凯丽承认她错误地提到了苏丹后而不是苏丹的妹妹，但司法委员会表示，没有看到此案中的两种指责有负面含义。11月7日，苏丹后诺扎希拉的法律团队宣布针对高等法院驳回诉讼的决定提上诉。12月12日，由3名上诉法官组成的上诉法院批准上诉人的申请，认为书中将与逃亡金融家刘特佐联系起来的声明具有诽谤性，判处3造需赔偿30万令吉和支付12万令吉堂费。担主席法官的阿扎哈里（Hadhariah Syed Ismail）表示，小组法官同意上诉人的意见，即应避免对具体词语进行过度分析，并应考虑普通读者对受到质疑的声明的理解。并指出，法律并没有将该声明局限于其“字面含义”，而且还考虑了使用该声明的“上下文”而而具有理性普遍常识的人，会得出苏丹后涉嫌参与腐败行为。
2024年2月7日，登嘉楼地方法院根据《刑事诉讼法》第425A条缺席条文，判决凯丽诽谤罪名成立，被判处两年监禁，凯丽没有出席该听证会。凯丽委任律师提出上诉，表示地方法院在作出裁决和判处刑罚时违反其提出的刑事条文。他解释，适用于425A条文的情况是知道被告受审后潜逃，而警方知道他的当事人在伦敦的下落，但没有采取措施将她带回马来西亚。凯丽告诉《当今大马》，她表示没有提前收到法庭通知，也没有机会在法庭上为自己辩护，担心此案背后有人操纵。之后她接受《BBC》采访，表示该判决恐怕具有恶意，以对她的公共利益新闻事业进行报复，并质疑在1MDB案件主犯纳吉·阿都拉萨获得减刑赦免的几天后作出判决是出于政治动机的。数个国际记者协会也对判决结果发表谴责声明。9月10日，联邦法庭三司一致裁定，凯丽和两名出版商的上诉申请被驳回，指出该案没有达到新突破或涉及重大公众利益的门栏，该裁决维持去年12月上诉法庭的判决，凯丽还被谕令需支付15000令吉堂费给登苏丹后诺扎希拉。

## 观点
2018年5月21日，凯丽接受马来西亚英语商业电台BFM的早晨节目访谈时形容，从未读过像一个马来西亚发展有限公司丑闻那么精彩的贪污资料，并形容那并非很复杂，简单来说就是有人以债券方式，挪用一大笔钱购买奢侈品。
2021年11月，凯丽出席由多个媒体组织联办的线上论坛，谈及自己因为报导和揭发一个马来西亚发展有限公司丑闻（1MDB），导致她成为法律诉讼和各种骚扰的目标，但不会因此怀疑自己的努力，也不会为报导事实感到后悔。凯丽在赞扬马来西亚本地媒体勇敢报导真相时，坦言自己由于身为外国记者，可以享有马来西亚媒体所没有的自由，因为马来西亚政府在尝试使用对付本地记者的手段时，她的英国国籍可以使她避开这些骚扰，其所属的司法范围可以保障她的权利。凯丽评论，自从希盟政权垮台后，马来西亚的媒体审查有所增加，本地记者在采访时都保持紧张情绪，在第14届全国大选后，曾经短暂存在的新闻自由已经不复存在。

## 评价
2016年3月，美国商业杂志《财富》（Fortune）把凯丽列为“全球50名最伟大的领袖”之一，表示肯定她过去揭露一个马来西亚发展有限公司丑闻的努力。

## 著作
- 《砂拉越报告：一马发展公司内幕揭密》（The Sarawak Report: The Inside Story of the 1MDB Expose）[34]